# Durarara!!
Durarara!! (デュラララ!!?) è una serie di light novel scritta da Ryōgo Narita e illustrata da Suzuhito Yasuda. Tredici volumi sono stati pubblicati dal ASCII Media Works. Un adattamento in manga è stato realizzato da Akiyo Satorigi, iniziando la serializzazione sulla rivista shōnen Monthly GFantasy a partire dal 18 aprile 2009. Una trasposizione anime è stata distribuita a partire dal gennaio 2010 al giugno dello stesso anno prodotta dallo studio Brain's Base.
Una seconda stagione, intitolata Durarara!!x2 e prodotta dallo studio Shuka, è andata in onda a partire da gennaio 2015 fino a gennaio 2016 poiché divisa in tre parti: Shou, Ten e Ketsu.
La storia ruota attorno alla vita di una Dullahan, Celty Sturlson, che lavora come corriere nel quartiere Ikebukuro, e facente parte di un'anonima Internet-gang nota come Dollars, e varie vicende che coinvolgono la gente più pericolosa del quartiere.
Nell'estate 2010 è stato pubblicato un videogioco per PlayStation Portable, seguito da un altro capitolo per la medesima piattaforma uscito l'anno dopo. Nel 2014 e 2015 sono usciti altri due titoli ma per PlayStation Vita.

## Trama
Dagli stessi creatori di Baccano!, un anime ambientato in una violenta Tokyo popolata da giovani teppisti e gangster di ogni tipo. Gli eventi si svolgono nel quartiere Ikebukuro dove Ryugamine Mikado si trasferisce invitato dal suo amico di infanzia Kida Masaomi che subito lo avvisa di tenersi alla larga da alcuni loschi figuri che si aggirano nel quartiere: un uomo violento vestito da barista, un venditore di informazioni e una misteriosa gang che si fa chiamare "Dollars". Ma al suo arrivo in città Mikado si imbatterà in una Dullahan, una motociclista senza testa che guida con motore e fari spenti una grossa moto nera, che è considerato una leggenda urbana di cui tutti hanno il terrore, anche le gang di Ikebukuro.

## Personaggi
Mikado Ryūgamine (竜ヶ峰 帝人?, Ryūgamine Mikado)
Doppiato da: Toshiyuki Toyonaga
Mikado è un ragazzo che, con l'incoraggiamento del suo migliore amico Masaomi, si trasferisce a Ikebukuro per frequentare il primo anno di liceo e per trovare qualche nuovo stimolo per movimentare un po' la sua vita. Mikado cerca subito di cambiare la sua immagine candidandosi come rappresentante di classe insieme ad Anri Sonohara, ragazza per la quale ha una cotta. Inoltre è l'unico creatore rimanente dei Dollars, del quale è anche il leader. Nelle sessioni di chat della gang il suo screenname è Taro Tanaka (田中 太郎?, Tanaka Tarō).
Celty Sturluson (セルティ・ストゥルルソン?, Seruti Sutururuson)
Doppiata da: Miyuki Sawashiro
Conosciuta anche come "La motocicletta nera" o come "Il cavaliere senza testa", è una Dullahan che è venuta in Giappone dall'Irlanda per ritrovare la sua testa rubata. Quando è in città, per spostarsi utilizza una moto nera coi fari sempre spenti, che in realtà non è altri che il suo cavallo. Porta quasi sempre un casco con su scritta una "S" per nascondere la colonna di fumo nero che esce dal collo al posto della testa. La sua forza fisica è al di sopra di quella umana, anche se non alla pari con quella di Shizuo Heiwajima. Inoltre è capace di manipolare la sua ombra a suo piacimento, creando anche una sostanza per formare oggetti speciali (dai guanti ad una falce). Anche il suo stesso vestito è fatto d'ombra. Lavora come corriere e quando esce indossa sempre un casco e comunica tramite un PDA regalatole da Shinra Kishitani. Lei è una dei pochi che conosce la vera identità del leader dei Dollars e che Anri ha il controllo di Saika. Vive in un appartamento con Shinra, col quale il rapporto, nel corso della serie, si intensifica fino a che pure lei si innamora, al punto che nell'ultimo episodio dice: "Sto proprio cercando di sedurti". Ha l'abitudine di dargli pugni nello stomaco ogni volta che lui parla del suo amore per lei e tende ad arrabbiarsi quando Shinra dice che lei non ha bisogno della testa. Pur essendo una creatura soprannaturale, ha paura degli extraterrestri e ha sviluppato una certa paura per gli ufficiali della polizia stradale. La sua paura più grande, tuttavia, è che se la sua testa venisse distrutta, accada lo stesso anche a lei. È un membro dei Dollars e in chat il suo screenname è Setton (セット ン?).
Masaomi Kida (紀田 正臣?, Kida Masaomi)
Doppiato da: Mamoru Miyano
È il migliore amico di Mikado Ryūgamine sin dall'infanzia. È stato lui che lo ha incoraggiato a venire ad Ikebukuro. Gli piace rimorchiare le ragazze, ma non sembra avere molto successo. Era depresso e solitario prima dell'arrivo di Mikado perché poco tempo prima la sua fidanzata era stata rapita e ferita durante una faida tra le gang Blue Squares e i Turbanti Gialli, del quale lui era il capo. Dopo il ferimento di Anri durante uno degli attacchi del Laceratore e anche a causa della crescente presenza dei Dollars, è costretto a ridiventare il leader dei Turbanti Gialli con lo scopo di proteggere i propri amici. Disprezza Orihara Izaya per averlo manipolato quando formò i Turbanti Gialli, ma successivamente torna di nuovo da lui per ottenere informazioni sul leader dei dollars, che scopre essere proprio Mikado. Alla fine decide di lasciare Ikebukuro con la sua ex fidanzata, Saki Mikajima, ma Mikado ha detto ad Anri che secondo lui prima o poi tornerà. Nella sua chat online, quando vengono ristabiliti i Dollars, il suo screenname è Bakyura (バキュラ?).
Anri Sonohara (園原 杏里?, Sonohara Anri)
Doppiata da: Kana Hanazawa
Una ragazza con gli occhiali che frequenta la stessa scuola di Mikado e Masaomi. Sembra molto affezionata ai due ragazzi e sa anche che Mikado prova dei sentimenti per lei, ma lei si considera incapace di provare "amore" nei confronti delle altre persone. È piuttosto timida, silenziosa e tende a tenere i propri pensieri per sé. Lei si sente come se avesse bisogno di contare sempre su qualcuno per andare avanti, perciò si ritiene simile ad un parassita. È rappresentante di classe insieme a Mikado. Invece di Niekawa Haruna, Anri si rivela essere il vero proprietario della katana "Saika". Ha mostrato un grande controllo su di essa grazie ad una esperienza traumatica durante la sua infanzia: sua madre ha ucciso il suo violento padre e poi se stessa proprio usando Saika. La sua incapacità di amare nega "l'amore" di Saika per l'uomo e rende così Anri in grado di controllare la lama. Dopo aver sconfitto Haruna, ha acquisito il controllo sui "Bambini di Saika" che Haruna ha creato. Dopo un colloquio con Celty, decide di usare questa abilità per migliorare la città. Anri scopre anche che Kida è leader dei Turbanti Gialli, ma non capisce perché abbia preso tale posizione. Nella sua chat online il suo screenname è Saika (罪 歌?).
Izaya Orihara (折原 臨也?, Orihara Izaya)
Doppiato da: Hiroshi Kamiya
È un mediatore con ambizioni misteriose a cui piace osservare gli eventi. Egli sostiene di amare tutto il genere umano, ad eccezione di Shizuo Heiwajima, e gli piace dimostrare questo suo "amore" mettendo gli esseri umani in condizioni spesso miserabili e osservando dall'alto le loro reazioni. Ha frequentato la Raira Academy con Shizuo, Shinra e Kadota. Secondo Shinra, Izaya e Shizuo hanno iniziato ad odiarsi a vicenda quasi dal primo momento che si sono incontrati. Izaya in passato riusciva continuamente a mettere nei guai Shizuo facendolo attaccare spesso da bande di ragazzini incolpandolo di crimini da lui mai commessi. È un maestro nel parkour ed è molto abile con l'uso del coltello a serramanico, ne ha sempre uno con sé. Con esso riesce a fare tagli precisissimi, infatti, in un'occasione, ha dimostrato di saper radere la testa di un membro di una gang senza che lui se ne accorgesse. Izaya ha due sorelle gemelle più giovani, Mairu e Kururi. È un membro dei Dollars ed è colui che ha iniziato a reclutare persone per la gang in tutta Ikebukuro dopo che Mikado decise di smettere di inviare inviti. Inoltre Izaya dimostra di saper parlare bene il russo in alcune conversazioni con Simon. Izaya è dietro a quasi tutti gli eventi più importanti della serie. In più conosce l'identità dietro ad ognuno dei leader delle tre principali forze in Ikebukuro. Uno dei suoi obiettivi principali è quello di creare una guerra in Ikebukuro, affinché la testa di Celty si risvegli. Quando è nella chatroom dei Dollars si finge una ragazza e parla in un modo femminile per non farsi riconoscere. Nella chat i suoi nicknames sono Kanra (甘 楽?) e Nakura.
Shizuo Heiwajima (平和島 静雄?, Heiwajima Shizuo)
Doppiatore Originale: Daisuke Ono
Shizuo è un uomo di circa 23 anni che indossa sempre occhiali da sole e divisa da barista. Anche se in genere è tranquillo e non gli piace la violenza, ha ben poca pazienza e quando è irritato da qualcosa o da qualcuno diventa inarrestabile e combatte con forza incredibile. La sua tecnica di combattimento è molto semplice, infatti consiste nell'uso di segnali stradali, bidoni della spazzatura, lampioni e distributori automatici come armi. È considerato il più forte combattente della serie. Shizuo ha migliorato la sua tecnica ed è diventato così forte attraverso anni di caccia a Izaya Orihara. Anche Shizuo è un membro dei Dollars. Lavora come guardia del corpo per un esattore di Ikebukuro nonché suo senpai delle medie, Tom Tanaka. Ha un fratello più giovane, Kasuka, che è un idolo dello spettacolo conosciuto col nome di Yuuhei Hanejima. Egli è anche un amico di lunga data di Celty.
Shinra Kishitani (岸谷 新羅?, Kishitani Shinra)
Doppiatore Originale: Jun Fukuyama
È un giovane medico che lavora sottobanco per la malavita organizzata, vive con Celty ed è anche innamorato di lei. Shinra rimane per lo più in casa e indossa un camice bianco da laboratorio anche quando non lavora. Conosce Shizuo fin dall'elementari per poi ritrovarlo nella stessa scuola superiore ed è da sempre stato interessato alla forza fisica di Shizuo. Fu proprio Shinra a far incontrare Shizuo ed Izaya, che conobbe alle medie, per la prima volta alla Raira. Anche il padre è un medico. Shinra ha partecipato ad interventi chirurgici con lui sin dall'infanzia, quando a quattro anni vivisezionarono Celty. Shinra è anche sempre ben informato sul mondo underground ad Ikebukuro, ad esempio sa quale sia il luogo nel quale è nascosta la testa Celty e conosceva da tempo la spada 'Saika', che ha permesso alla testa di Celty di essere separata dal corpo. Nonostante ciò, mantiene questi segreti per sé perché teme che, se Celty ritrovasse la sua testa, lei scomparirebbe. Infatti la testa potrebbe avere una volontà diversa da quella di Celty stessa. Shinra sembra avere la capacità di capire sempre quello che Celty pensa, nonostante lei non abbia una testa o un viso per mostrare le proprie emozioni. Shinra ha anche un grande interesse per i fenomeni inspiegabili.
Simon Brezhnev (サイモン・ブレジネフ?, Saimon Burejinefu)
Doppiatore Originale: Takaya Kuroda
È un alto russo di colore che è venuto in città per aiutare il suo amico Dennis, che gestisce un negozio di sushi, il "Russia Sushi": entrambi erano membri delle Forze Speciali sovietiche. Il suo vero nome è Semyon (in russo: Семён), ma tutti lo chiamano col nome "Simon". Lo si vede spesso fuori dal locale intento a distribuire volantini promozionali per attirare clienti, ma molti si spaventano per il suo aspetto e la sua parlata con un bizzarro accento. Anche se è una persona cordiale, ha dimostrato che possiede una forza da non sottovalutare in quanto è in grado di lottare alla pari con Shizuo ed è uno degli uomini più temuti ad Ikebukuro. A Simon non piace lottare, infatti dice spesso la frase "Risse no buone". Anche Simon è un membro dei Dollars.
Kyohei Kadota (門田 京平?, Kadota Kyōhei)
Doppiatore Originale: Yūichi Nakamura
Originariamente parte dei Blue Squares, ora è un membro dei Dollars. È soprannominato "Dotachin", con suo grande disappunto, da diversi personaggi della serie (per lo più da Izaya, che ha inventato il nomignolo, e da Erika). Chiude definitivamente con i Blue Squares dopo aver scoperto che il loro leader aveva rapito Saki Mikajima, la ragazza del leader di una gang rivale, i Turbanti Gialli, e la salva con l'aiuto dei suoi amici.
Walker Yumasaki (遊馬崎 ウォーカー?, Yumasaki Wōkā)
Doppiatore Originale: Yūki Kaji
Come la sua amica e compagna, Erika, Walker è un otaku convinto ed un accanito lettore di manga. Lui e Erika sono quasi sempre insieme, ed è implicito che i due siano legati sentimentalmente. Lei tende a chiamarlo spesso col nomignolo "Yumacchi". Yumasaki sembra essere sempre spensierato, tiene anche un largo sorriso muto per la maggior parte del tempo. Ma questo sorriso può nascondere più di quanto la gente possa vedere al primo sguardo. Era inoltre un membro dei Blue Squares, ma li lasciò anche lui con Kadota. Aiutò a salvare Saki Mikajima dopo che lei venne rapita e ferita dai Blue Squares dando fuoco al furgone dei rapitori per poi fuggire col furgone di Saburo. Come Erika, Yumacchi è una persona molto misteriosa. Anche lui è un membro della gang Dollars e della banda di Kadota.
Erika Karisawa (狩沢 絵理華?, Karisawa Erika)
Doppiatore Originale: Ayahi Takagaki
Erika è una otaku ed una grande lettrice di manga. Lei e Walker sono di solito insieme ed è implicito, a volte, che i due siano legati sentimentalmente. Predilige manga o romanzi ispirati alla tortura e alle storie yaoi (BL). Come Izaya, anche lei chiama Kadota "Dotachin". È un membro della banda Dollars e del gruppo di Kadota. In passato fu membro dei Blue Squares, che lasciò con Kadota dopo il rapimento ed il salvataggio di Saki Mikajima.
Saburo Togusa (渡草 三郎?, Togusa Saburō)
Doppiatore Originale: Takuma Terashima
Un membro dei Dollars, Togusa è l'autista del gruppo di Kadota. Lui considera la famosa cantante Ruri Hijiribe come la sua "dea", infatti cerca sempre di procurarsi i biglietti dei suoi concerti attraverso un suo amico, Kaztano. Togusa detesta le persone che gli danneggiano il furgoncino o anche che glielo graffino soltanto. Inoltre, anche lui fu un membro dei Blue Squares, ma li mollò con Kadota e gli altri.
Seiji Yagiri (矢霧 誠二?, Yagiri Seiji)
Doppiatore Originale: Kazuma Horie
È un compagno di classe di Mikado. Inizialmente lascia la scuola sostenendo che ha qualcosa di più importante da fare ("Trovare l'amore della mia vita e fuggire con lei") e sembra vivere utilizzando il denaro di sua sorella maggiore Namie. Si scopre che lui è innamorato della testa di Celty, ma dopo aver appreso la verità dell'intervento di chirurgia subito da Mika, decide di accettare il suo amore.
Namie Yagiri (矢霧 波江?, Yagiri Namie)
Doppiatore Originale: Sanae Kobayashi
È il capo dell'azienda farmaceutica Yagiri ed è la sorella di Seiji Yagiri. Nutre dei forti sentimenti per il fratello minore ed è lei che sta dietro alle recenti sparizioni di persone, spesso stranieri, ad Ikebukuro, che fa rapire per effettuare loschi esperimenti. Sembra contare su Shinra per alcuni compiti, compreso il mantenimento del loro segreto. Non tollera il fatto che Seiji si sia innamorato della testa di Celty, che lei chiama "quella cosa", e le piacerebbe liberarsene. Dopo che l'azienda farmaceutica Yagiri finisce per fondersi con un'altra società, Namie fa un accordo con Izaya e diventa la sua segretaria.
Mika Harima (張間 美香?, Harima Mika)
Doppiatore Originale: Mariya Ise
Era la stalker di Seiji ed un'amica di Anri, la quale, quando Harima scomparve di casa, si mise spesso alla sua ricerca. Erano molto vicine l'una all'altra ma entrambe si usavano a vicenda per il proprio tornaconto personale. Mentre Mika compiva un atto di stalking verso Seiji, fece irruzione in casa sua e scoprì la testa di Celty. Seiji la aggredì e chiamò la sorella, Namie, credendo di aver ucciso Mika. Namie convinse Mika a sottoporsi ad un intervento chirurgico al viso aggiungendo una "cicatrice" nel collo per farla apparire come se la vera testa di Celty le fosse stata attaccata chirurgicamente. Dopo aver confessato la verità a Seiji, lui accetta il suo amore per lui e, da allora, stanno sempre insieme.
Shingen Kishitani (岸谷 森厳?, Kishitani Shingen)
Doppiatore Originale: Akio Ōtsuka
Shingen è il padre di Shinra. Indossa sempre una maschera antigas, affermando che l'aria di Tokyo è sporca. La sua personalità è piuttosto mutevole dipendemente da chi ha di fronte: va da quella infantile, a quella comica, a quella intimidatoria (soprattutto quando è di fronte a Izaya e Namie). Ha offerto a Celty un posto dove stare in cambio di essere in grado di sezionarla. Izaya sostiene che Shinra ha acquisito la sua personalità contorta da Shingen. Successivamente si scopre che era lui colui che aveva rubato la testa a Celty, usando la lama demoniaca "Saika" per separare l'anima che collegava la testa e il corpo. Ha successivamente venduto la spada ad un conoscente che si occupava di antiquariato, il padre defunto di Anri, mentre diede la testa di Celty allo zio di Namie. Egli sostiene che i suoi superiori ora siano più interessati a Celty che alla testa.
Kinnosuke Kuzuhara (葛原 金之助?, Kuzuhara Kinnosuke)
Doppiatore Originale: Keiji Fujiwara
Kinnosuke è, secondo Shinra, un poliziotto motociclista noto per aver essersi occupato di alcuni casi di personaggi molto problematici a Tokyo. È stato inviato a Ikebukuro per risolvere il problema delle comparse del "Cavaliere senza testa Celty", e lui pensa a lei solo come un mostro. Kinnosuke è anche noto per essere molto persistente e, come lui, anche i suoi uomini sono stati in grado di inseguire Celty per una serata intera per tutta Ikebukuro, cosa che alla fine ha creato in lei una forte paura verso tutta la polizia stradale.
Saki Mikajima (三ヶ島 沙樹?, Mikajima Saki)
Doppiatore Originale: Misato Fukuen
Saki è una ragazza che ha una certa venerazione verso Orihara Izaya. Si avvicina a Masaomi su indicazione di Izaya e ne diventa la fidanzata. Più tardi Saki si lascia rapire e ferire dai Blue Squares come detto da Izaya. Ma alcuni membri ribelli dei Blue Squares Kadota, Yumasaki, Karisawa e Togusa tradiscono la loro gang e salvano Saki, che viene immediatamente ricoverata in ospedale nel quale rimarrà per più di un anno su ordine di Orihara. Saki successivamente decide di mollare e di disobbedire a Izaya, perché comprende che dopotutto i sentimenti che prova verso Kida sono veri.
Kasuka Heiwajima (平和島 幽?, Heiwajima Kasuka)
Doppiatore Originale: Daisuke Kishio
È il fratello minore di Shizuo Heiwajima. Kasuka è un attore famoso noto con lo pseudonimo "Yūhei Hanejima". È stato Kasuka ad aver regalato le divise da cameriere che da quel giorno Shizuo indossa sempre ai tempi di quando quest'ultimo lavorava in un bar.

## Media

### Manga
Il manga di Durarara!! è stato disegnato da Akiyo Satorigi. Il manga è un adattamento della serie di light novel di Ryohgo Narita pubblicata da ASCII Media Works. La serie è conclusa sia in Giappone sia in Italia, e conta quattro tankōbon. L'edizione italiana è curata da Star Comics pubblicata con periodicità bimestrale, da gennaio a luglio 2012, sulla testata Point Break.

### Anime
Un adattamento anime da light novel è stato fornito da parte dello studio Brain's Base, la serie ha un totale di 24 episodi ed inoltre ha due speciali contenuti nei DVD della serie. Una seconda stagione, per celebrare il decimo anniversario della light novel, è divisa in tre parti, intitolate rispettivamente Durarara!!x2 Shou (Durarara!!x2承?), Durarara!!x2 Ten (Durarara!!x2 転?) e Durarara!!x2 Ketsu (Durarara!!x2結?) sono andate e andranno in onda rispettivamente a gennaio 2015, luglio 2015 e gennaio 2016. Tutte le tre parti avranno dodici episodi ciascuna e la produzione dell'anime è affidato alla studio Shuka.

## Accoglienza
Manuel Crispo di Everyeye.it citò Durarara!! come una delle migliori serie anime tratte dalle light novel.